# Родригес, Виктор (андоррский футболист)
Виктор Родригес Сорья (кат. Víctor Rodríguez Soria; 7 сентября 1987, Санта-Колома, Андорра) — андоррский футболист, защитник. Выступал за национальную сборную Андорры.

## Биография

### Клубная карьера
В сезоне 2005/06 начал играть за клуб «Санта-Колома», которая выступала в чемпионате Андорры. Вместе с командой дважды становился чемпионом Андорры и трижды обладателем Кубка Андорры. Провёл 4 матча в отборочных играх Лиги чемпионов и 2 матча в квалификации Кубка УЕФА.
В 2010 году стал игроком клуба «Унио Эспортива Санта-Колома». В составе команды становился обладателем и финалистом Кубка Андорры. Сыграл в 6 играх квалификации Лиги Европы. По итогам сезонов 2014/15 сайт УЕФА называл Виктора Родригеса — игроком года в Андорре.
Летом 2015 года вернулся в «Санта-Колому».

### Карьера в сборной
С 2003 года по 2004 год являлся игроком юношеской сборной Андорры до 19 лет. Выступал за молодёжную сборную Андорры до 21 года, сыграв 2 матча в предварительном раунде квалификации на молодёжный чемпионат Европы 2007 против Исландии (поражение Андорры 0:2 по сумме двух игр).
15 октября 2008 года дебютировал в национальной сборной Андорры в отборочном матче на чемпионат мира 2010 против Хорватии (4:0), Родригес отыграл весь поединок. В итоге в квалификации на чемпионат мира 2010 он провёл 3 матча.
В матче против Боснии и Герцеговины 6 сентября 2015 года в рамках квалификации на чемпионат Европы 2016 Мухамед Бешич плюнул жевательную резинку в Родригеса, за что был удалён. Однако и сам Родригес также был удалён.
Всего за сборную Андорры провёл 15 игр.

## Достижения
«Санта-Колома»
- Чемпион Андорры (4): 2007/08, 2009/10, 2015/16, 2016/17
- Серебряный призёр чемпионата Андорры (2): 2006/07, 2008/09
- Бронзовый призёр чемпионата Андорры (1): 2005/06
- Обладатель Кубка Андорры (3): 2006, 2007, 2009
- Обладатель Суперкубка Андорры (1): 2015

«Унио Эспортива Санта-Колома»
- Серебряный призёр чемпионата Андорры (1): 2013/14
- Бронзовый призёр чемпионата Андорры (3): 2011/12, 2012/13, 2014/15
- Обладатель Кубка Андорры (1): 2013
- Финалист Кубка Андорры (1): 2010